# Каслвуд (Јужна Дакота)
Каслвуд (енгл. Castlewood) град је у америчкој савезној држави Јужна Дакота.

## Демографија
По попису из 2010. године број становника је 627, што је 39 (-5,9%) становника мање него 2000. године.
| Група             | 2000.       | 2010.       |
| Белци             | 657 (98,6%) | 605 (96,5%) |
| Афроамериканци    | 0 (0,0%)    | 3 (0,5%)    |
| Азијати           | 0 (0,0%)    | 1 (0,2%)    |
| Хиспаноамериканци | 2 (0,3%)    | 11 (1,8%)   |
| Укупно            | 666         | 627         |